# Cantó de Saint-Georges-de-l'Oyapock
El cantó de Saint-Georges-de-l'Oyapock és una antiga divisió administrativa francesa situat a la regió d'ultramar de la Guaiana Francesa. Va desaparèixer el 2015.

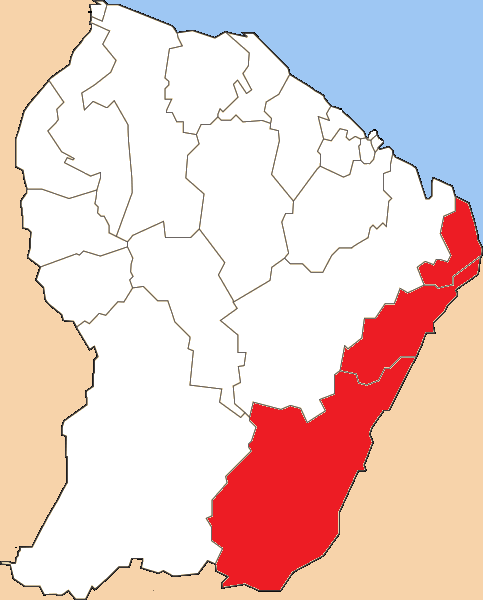
Cantó de Saint-Georges-de-l'Oyapock

## Composició
El cantó aplega les comunes de:
- Camopi
- Ouanary
- Saint-Georges-de-l'Oyapock

| Data d'elecció                       | Identitat          | Partit        | Qualitat |
| ------------------------------------ | ------------------ | ------------- | -------- |
| 2001-2015                            | René-Amédé Gustave | Divers gauche |          |
| les dades anteriors són desconegudes |                    |               |          |
|                                      |                    |               |          |